# Meyerhofferite
La meyerhofferite est un minéral constitué d'un borate de calcium hydraté, de formule Ca2B6O6(OH)10 · 2 H2O, CaB3O3(OH)5 · H2O ou Ca2(H3B3O7)2 · 4 H2O. Elle se présente principalement comme un produit d'altération de l'inyoïte, un autre minéral constitué de borate de calcium.
La meyerhofferite a d'abord été synthétisée par van't Hoff (1852-1911), puis découverte en 1914 dans la vallée de la Mort, en Californie (États-Unis). Elle porte le nom du chimiste allemand Wilhelm Meyerhoffer (en) (1864-1906), un collaborateur de van't Hoff pour l'étude de la composition et de l'origine des minéraux salins.